# Lostprophets
Lostprophets – walijski zespół rockowy (początkowo nu-metalowy) założony w 1997 roku przez wokalistę Iana Watkinsa i gitarzystę Mike’a Lewisa. W 2013 roku zespół zakończył działalność.

## Historia
Lostprophets swój pierwszy album pod tytułem Thefakesoundofprogress nagrali za 6000 funtów dla Meagre Sum. Album okazał się na tyle dobry, że zespół wydał go ponownie, tym razem w dużo większej skali, w Columbia Records. Drugie album Start Something osiągnął jeszcze większy sukces, docierając na piątą pozycję na liście UK najlepszych albumów i zdobywając światową popularność, zwłaszcza w Stanach Zjednoczonych. Ich trzeci LP zatytułowany Liberation Transmission został wydany 26 czerwca 2006 roku w Wielkiej Brytanii i zajął tam pierwsze miejsce na topliście albumów.

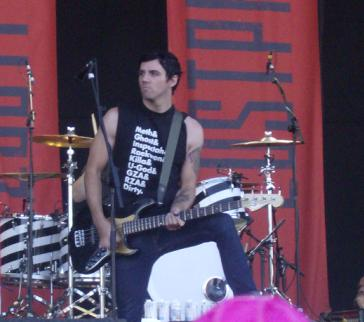
Stuart Richardson

Lostprophets przyczynili się do spopularyzowania pasków z ćwiekami, jeansów biodrówek, czapek z daszkiem i obcisłych t-shirtów w Wielkiej Brytanii. Chociaż te elementy odzieży były długo powiązane ze sceną rockową w Wielkiej Brytanii, to po wydaniu ich debiutanckiego albumu i przesadnej reklamie, która temu wtórowała, zostały one zaadaptowane przez stylistów muzyki pop i zaczęły być sprzedawane jako dominujące trendy w markach odzieżowych jak Topman i H&M.
W 2007, po trasie promującej ich ostatni album, którą odbyli z Aiden i Taking Back Sunday, pojawili się w studiu, aby nagrać czwarty album, który Ian Watkins opisuje jako powrót do ich korzeni z cięższymi wpływami punku. Watkins powiedział: „To będzie dużo mroczniejsze i dużo bardziej mocne. To będzie mieć kompletnie inne wibracje”. Na początku 2009 perkusista Lostprophets Ilan Rubin odszedł do Nine Inch Nails.
W dniu 18 grudnia 2013 roku wokalista i założyciel grupy Ian Watkins został skazany za przestępstwa pedofilskie na łączną karę 35 lat pozbawienia wolności.

## Skład
- Ian Watkins – śpiew (1997-2013)
- Lee Gaze – gitara prowadząca (1997-2013)
- Mike Lewis – gitara rytmiczna (1999-2013), gitara basowa (1997–1999)
- Stuart Richardson – gitara basowa (1999-2013)
- Jamie Oliver – syntezatory, gramofony, sample, wokal wspierający (2000-2013)
- Luke Johnson – perkusja (2009-2013)

- Mike Chiplin – perkusja (1997–2005)
- Ilan Rubin – perkusja (2006–2009)
- DJ Stepzak – gramofony, sample (1997–2000)

## Dyskografia
| Thefakesoundofprogress      | Data: 27 listopada 2000 Wydawca: Visible Noise/Columbia | 44 | 186 | –  | –  | –  | –  | UK: złota płyta                      |
| Start Something             | Data: 3 lutego 2004 Wydawca: Visible Noise/Columbia     | 5  | 33  | 14 | –  | –  | 60 | UK: platynowa płyta USA: złota płyta |
| Liberation Transmission     | Data: 27 czerwca 2006 Wydawca: Visible Noise/Columbia   | 1  | 33  | 14 | –  | 31 | 44 | UK: platynowa płyta                  |
| The Betrayed                | Data: 19 stycznia 2010 Wydawca: Visible Noise           | 3  | –   | –  | 49 | 90 | –  | UK: złota płyta                      |
| Weapons                     | Data: 2 kwietnia 2012 Wydawca: Visible Noise            | 9  | 145 | –  | –  | 86 | 74 |                                      |
| „–” album nie był notowany. |                                                         |    |     |    |    |    |    |                                      |

## Nagrody i wyróżnienia
| Rok  | Kategoria          | Tytułem                 | Nagroda                         | Nota      | Źródło |
| ---- | ------------------ | ----------------------- | ------------------------------- | --------- | ------ |
| 2004 | Best Live Act      | Lostprophets            | Metal Hammer Golden Gods Awards | Nominacja | [ 14 ] |
| 2004 | Best Single        | „Last Train Home”       | Kerrang! Awards                 | Laur      | [ 15 ] |
| 2005 | Best U.K. Band     | Lostprophets            | Metal Hammer Golden Gods Awards | Laur      | [ 16 ] |
| 2006 | Best British Band  | Lostprophets            | Kerrang! Awards                 | Laur      | [ 17 ] |
| 2006 | Best Album         | Liberation Transmission | Kerrang! Awards                 | Laur      | [ 17 ] |
| 2007 | Best British Band  | Lostprophets            | Kerrang! Awards                 | Laur      | [ 18 ] |
| 2010 | Classic Songwriter | Lostprophets            | Kerrang! Awards                 | Laur      | [ 19 ] |